# El otro Francisco
Pour plus de détails, voir Fiche technique et Distribution.
El otro Francisco (traduction en français : L'Autre Francisco) est un film cubain réalisé en 1974 par Sergio Giral et sorti en 1975.

## Synopsis
Deux versions, l'une idéalisée et romantique, proche de l'œuvre anti-esclavagiste d'Anselmo Suárez Romero, et l'autre, de facture réaliste, tendant à questionner la vision de l'écrivain. Le roman traite de l'amour impossible entre deux esclaves poursuivis et torturés par leur propriétaire jaloux.

## Fiche technique
- Titre original : El otro Francisco
- Réalisation : Sergio Giral
- Scénario : Sergio Giral avec la collaboration de Julio García Espinosa, Tomás Gutiérrez Alea et Hector Veitia d'après le roman Francisco d'Anselmo Suárez Romero
- Photographie : Livio Delgado - Noir et blanc
- Musique : Leo Brouwer
- Montage : Nelson Rodríguez
- Costumes : Miriam Dueñas
- Production : ICAIC (Santiago Llapur)
- Pays d'origine :  Cuba
- Langue originale : Espagnol
- Durée : 97 minutes
- Sortie : 1975 au Festival du film de Moscou

## Distribution
- Miguel Benavides
- Rámon Veloz
- Alina Sánchez
- Margarita Balboa
- Adolfo Llaurado
- Armando Bianchi
- Alden Knight